# Pierre Le Bé
Pierre Le Bé est un maître écrivain juré français, actif à Paris à la charnière des XVIe et XVIIe siècles.

## Biographie
Il se dit natif de Bar-sur-Aube. Ceci suggère que, malgré l’homonymie, il n'est pas directement lié à la grande famille des Le Bé, imprimeurs et fondeurs de caractères actifs à Paris aux XVIe et XVIIe siècles. Il fait partie de la Communauté des maîtres écrivains jurés de Paris, où il est reçu maître le 13 juin 1600. Peu après il publie son premier recueil d'exemples.

## Œuvres

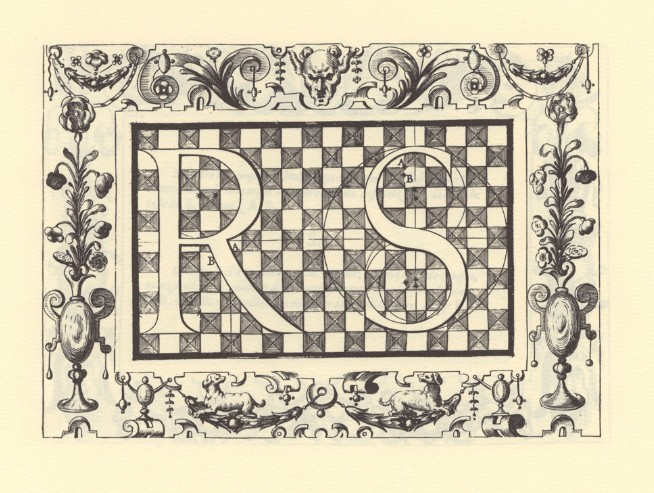
Une page de Béle prairie (Paris : 1601).

Les deux recueils d’exemples qu’il a publiés contiennent dans leur titre l'anagramme de son nom : Bele Prérie.
- Béle Prérie, contenant divers caractères et diférentes sortes de lettres alphabétiques, à sçavoir de lettres romaines, de forme, de lettres propres... et autres pour marquer sur toiles et linges. Paris : 1601. 4° obl., 56 f. gr. par Simon Frisius avec des encadrements à chaque page. Dédié au Grand lieutenant général du bailliage de la ville de Saint-Denis (Paris BNF, Paris Arsenal).
- Béle prairie, où chacun peut voir les lettres tant romaine que de forme en leur fleur et perfection. Avec leur vraye proportion, réduites au pied du compas, par Pierre Le Bé de Bar sur Aube, maistre écrivain juré à Paris. Paris : 1613. 4° obl., 62 f. dont 30 p. de lettres (Paris BNF, Paris Arsenal, Chicago NL). Numérisé sur Gallica. C'est une version remaniée de l'ouvrage précédent.
- [Alphabet latin en lettres capitales], manuscrit. Berlin KK.